# Jüdischer Friedhof (Lenhausen)
Der Jüdische Friedhof Lenhausen ist ein Begräbnisplatz der Juden in Lenhausen, einem Ortsteil von Finnentrop im Kreis Olpe, Nordrhein-Westfalen.
Der jüdische Friedhof ist etwa 786 m² groß und liegt Am Lehmberg oberhalb der Bundesstraße 236 und der Bahnstrecke. Wann der Friedhof erstmals belegt wurde, lässt sich heute nicht mehr sicher feststellen. Von Dezember 1887 bis Januar 1931 wurden 19 Menschen bestattet. Nach 1940, in der Zeit des Nationalsozialismus, wurde der Friedhof geschändet. Grabsteine (Mazewot) sind auf ihm nicht mehr vorhanden.
Das Friedhofsgrundstück ist mit Gras bedeckt und eingezäunt. Auf ihm wurde 1971 ein Gedenkstein errichtet.